# Christian Joseph Rasmussen
Christian Joseph Rasmussen (28. juni 1845 i Slagelse – 6. oktober 1908) var en dansk organist, musiklærer og komponist, mest kendt for sin melodi fra 1872 til Ulrich Peter Overbys Socialisternes March.
Som organist arbejdede han ved det nyopførte katolske Sankt Knuds Kapel på hjørnet af Ny Kongensgade og Vester Voldgade i København. Han var tidligere konverteret til katolicismen, og havde i den anledning taget mellemnavnet Joseph. I dag er de fleste af hans værker glemt, men melodien til Socialisternes March, som oprindeligt var skrevet som en uskyldig katolsk lejlighedssang, er stadig bredt kendt.